# Taifa de Jerez
La Taifa de Jerez fue un reino independiente musulmán que surgió en al-Ándalus en 1145, gobernado por Abu al-Gamar de los Banu Ganiya, y que desapareció con la invasión almohade, perteneciendo cronológicamente al periodo conocido como segundos reinos de taifas.
La llegada de los almohades supuso el fin de esta taifa y marcó un gran punto de inflexión en la localidad a partir del cual la población experimentó un gran desarrollo. Se convirtió en una medina con la construcción del alcázar (conservado hasta la actualidad) y de 20 mezquitas, una de ellas principal (donde posteriormente los cristianos construirían la actual Catedral, conservando el minarete, aún ampliándolo y convirtiéndolo en campanario). Se rodeó la ciudad de una gran muralla y se alcanzó rápidamente los 20.000 habitantes, una gran población en la época. En la medina también se construyeron adarves, una alcaicería, una judería y arrabales.

(Jerez es) una gran ciudad, con grandes comodidades y con edificaciones y medios de subsistencia copiosos, con gentes principales.
Ibn Said (Siglo XIII)